# Рудольф Бреус
Рудольф Бреус нім. Rudolf Breuß (1899–1990) — австрійський натуропат який стверджував, що рак живе на твердій їжі, і що ракові нарости загинуть, якщо пацієнт п'є лише овочеві соки та чай протягом 42 днів.
Бреус заявив, що після його лікування було вилікувано понад 45 000 людей. Він написав книгу під назвою The Breuss Cancer Cure: Advice for the Prevention and Natural Treatment of Cancer, Leukemia and Other Seemingly Incurable Diseases (Лікування раку Бреусса: поради щодо профілактики та природного лікування раку, лейкемії та інших, здавалося б, невиліковних захворювань); Згідно з англійським перекладом 1995 року, «Лікування раку» було перекладено сімома мовами і продано понад 1 мільйон примірників.
Старша медсестра з дослідження онкологічних захворювань Великої Британії заявила, що вони не підтримують альтернативні методи лікування, які не підкріплюються науковими доказами, і що дотримання дієти з обмеженим доступом, такої як пропонує Бреус, може спричинити недоїдання.
Огляд ракових дієт у 2012 році назвав дієту Бреуса однією з найбільш часто згадуваних, але застережено, що немає доказів дієвості цих «ракових дієт» і що вони можуть бути шкідливими.